# Kanton Digne-les-Bains-Est
Kanton Digne-les-Bains-Est (franc. Canton de Digne-les-Bains-Est) – kanton w okręgu Digne-les-Bains w departamencie Alpy Górnej Prowansji (franc. Alpes-de-Haute-Provence) w regionie Prowansja-Alpy-Lazurowe Wybrzeże (franc. Provence-Alpes-Côte d’Azur). W jego skład wchodzi 4 gminy:
- Digne-les-Bains
- Entrages
- La Robine-sur-Galabre
- Marcoux[2]

W kantonie w 2012 roku zamieszkiwało 10 322 osób.